# Bussluis

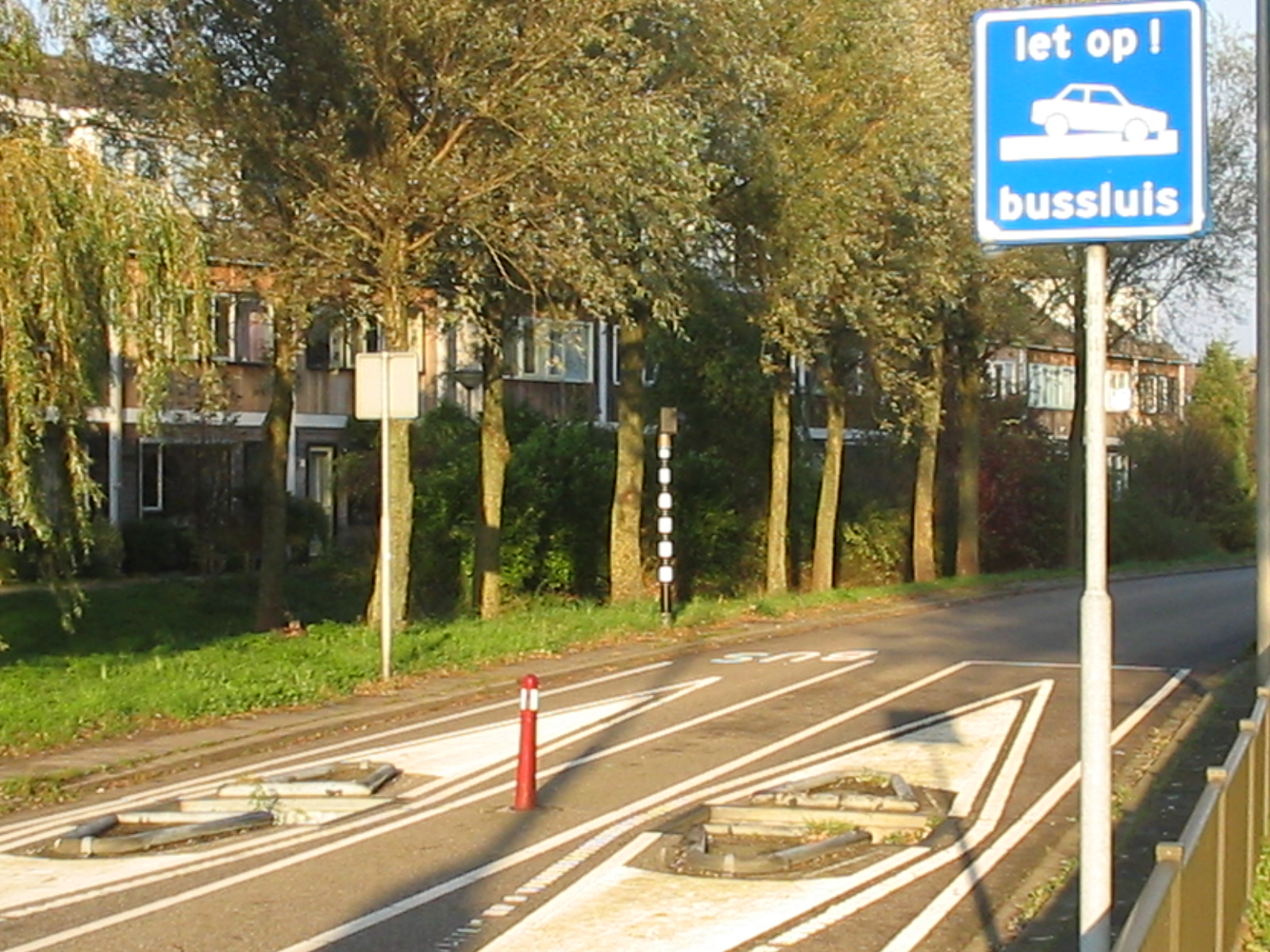
Een bussluis met aankondiging door middel van een verkeersbord

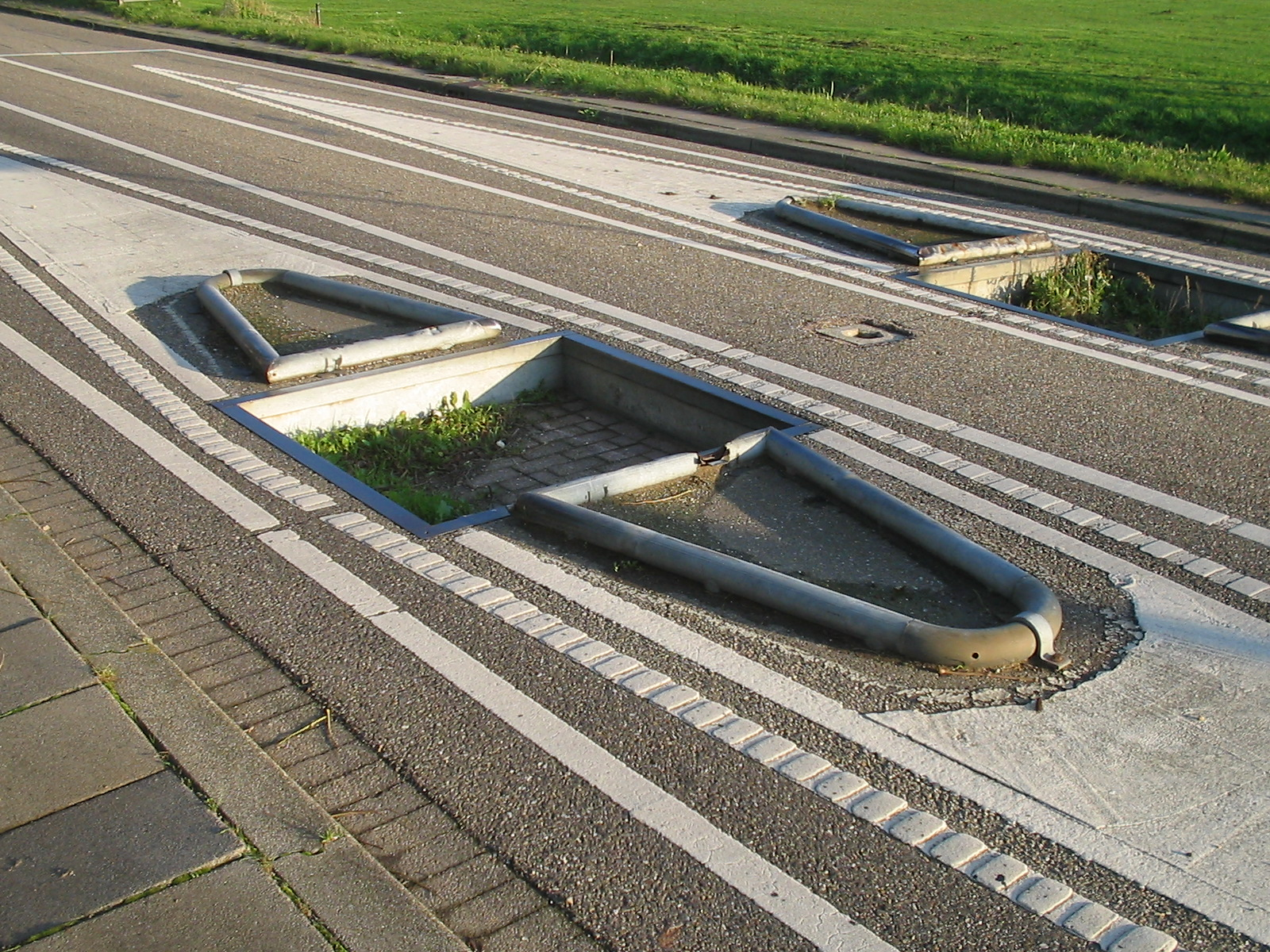
Detail bussluis

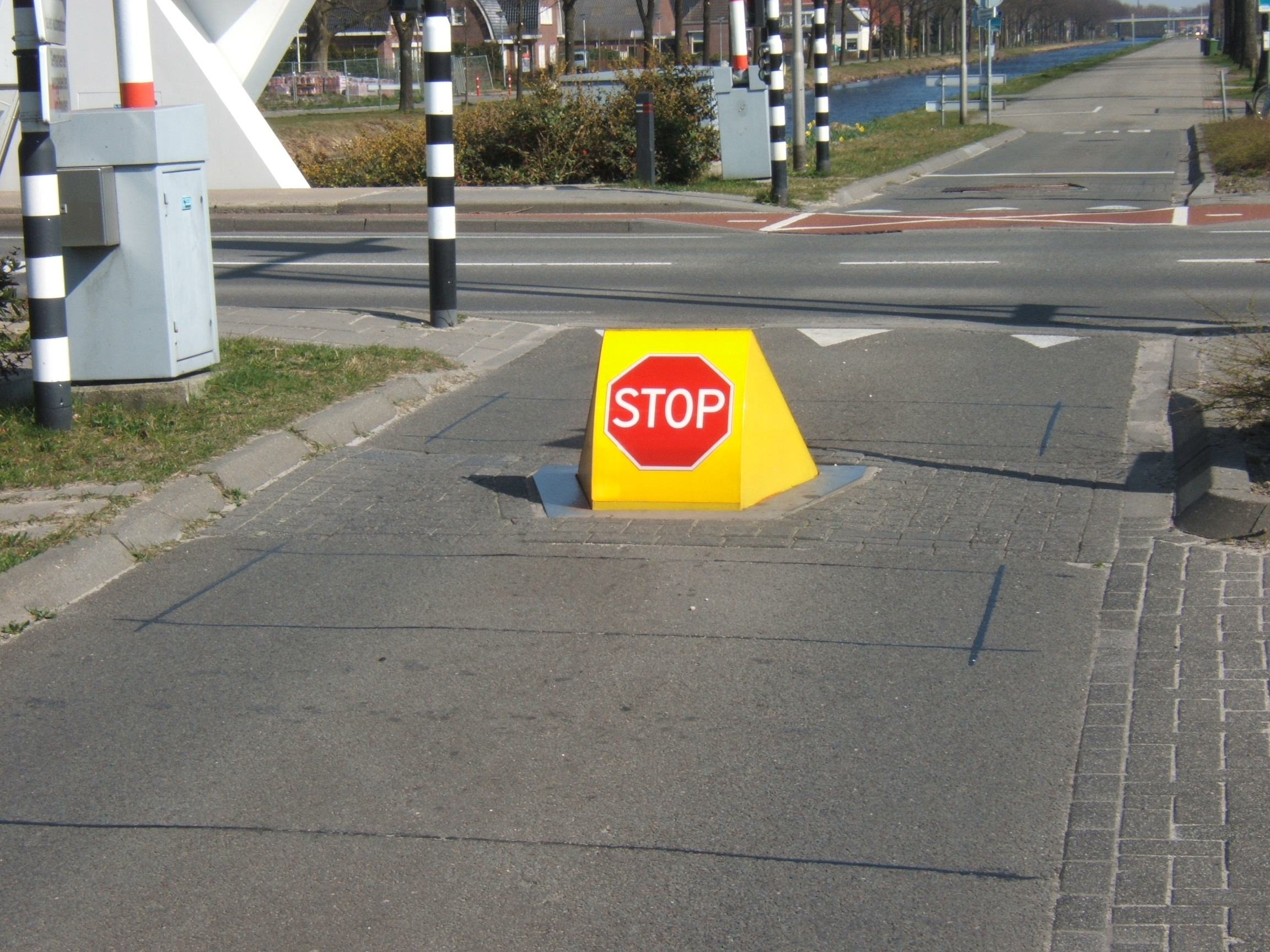
Bussluis met een verzinkbare poller

Een bussluis of carterbreker is een lage betonnen plaat, stalen constructie of heel kort paaltje op de weg, bedoeld om passeren van auto's (en andere voertuigen met meer dan twee wielen en een lage wegligging) te verhinderen.

## Werkwĳze
De bedoeling van een bussluis is het tegengaan van niet-gewenst autoverkeer op een vrije busbaan of bij bepaalde doorritten. Meestal is een bussluis uitgevoerd als een vierkant gat in het wegdek met een dusdanige breedte dat een normale personenauto er niet overheen kan rijden, maar er in valt. Sommige brede auto's, vooral terreinwagens en SUV's, kunnen zo'n hindernis echter wel nemen. Als een voertuig toch probeert te passeren, zal de bussluis het carter of een ander laaghangend deel van het voertuig beschadigen of zal het voertuig simpelweg vast komen te zitten.
De aanwezigheid van een bussluis wordt altijd met een verkeersbord (OB617 of L205) aangegeven, en als er een beweegbaar obstakel is dan zijn er ook verkeerslichten die op groen springen zodra er een bus aankomt. Meestal geeft bord C 01 ook aan dat dit wegvak gesloten voor alle verkeer is. Dit wordt gecombineerd met onderbord OB 62 of OB 104. In plaats van bord C 01 kan ook bord F 13 gebruikt worden. In natuurgebieden worden er regelmatig carterbrekers geplaatst.

## Vergelĳkbare systemen
Er bestaan ook piramides, palen (pollers) en andere mechanische systemen die als bussluis dienstdoen. Deze palen verdwijnen in de grond als er een bus aankomt. In dat geval is verkeersbord OB 627 van toepassing. Zo'n systeem wordt aangestuurd door middel van VETAG of KAR. Deze systemen zijn echter onderhoudsgevoelig vanwege de elektronica. Een slagboom is ook mogelijk.

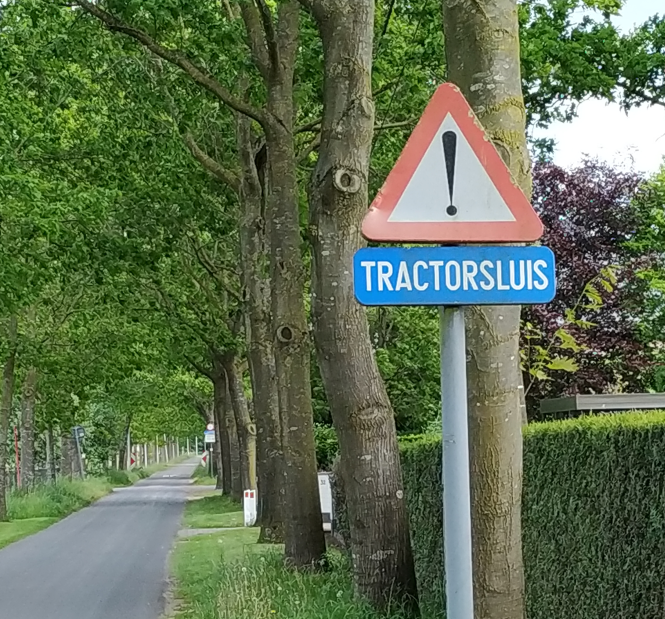
Waarschuwingsbord voor een tractorsluis bij Lembeke.

Voor landbouwverkeer wordt soms een landbouwsluis of tractorsluis toegepast. Dit is vergelijkbaar met een bussluis, vaak met een nog hoger middengedeelte, waardoor alleen tractoren (met vaak erg grote bodemvrijheid) kunnen passeren. Ook fietsers kunnen deze sluis ongehinderd passeren.

## Rechtszaken
In het verleden is er veel juridisch getouwtrek geweest over bussluizen. Er zijn verschillende rechtszaken geweest waarin automobilisten van wie de auto beschadigd was en fietsers die gewond raakten door een bussluis, (deels) in het gelijk werden gesteld.
De rechter oordeelde in die zaken dat de wegbeheerder een onrechtmatige daad pleegde door bewust een obstakel aan te brengen op het wegdek dat letsel en schade kan veroorzaken. Bij latere vergelijkbare rechtszaken werd de aansprakelijkheid van de wegbeheerder echter lager ingeschat. Hoewel de jurisprudentie dus niet geheel eenduidig is op dit punt, is in ieder geval duidelijk dat de wegbeheerder voldoende waarschuwingen moet aanbrengen voor een bussluis.